# لوئیس دیاز (بازیکن فوتبال اهل اسپانیا)
لوئیس دیاز (انگلیسی: Luis Díaz؛ زادهٔ ۲۷ فوریهٔ ۱۹۹۵) بازیکن فوتبال اهل اسپانیا است.
از باشگاه‌هایی که در آن بازی کرده‌است می‌توان به باشگاه فوتبال لوگو اشاره کرد.